# Pars (singolo)
Pars, è un brano musicale del 1978 scritto dal cantautore francese Jacques Higelin, originariamente inserito nell'album No Man's Land.

## Descrizione
Nel 1980 fu realizzata una cover pubblicata su singolo dalla cantante giamaicana Grace Jones, inserita nell'album Warm Leatherette.
Il brano, ultima traccia dell'album, fu pubblicato su 45 giri per i soli mercati francofoni, tra cui Francia e Canada, accoppiato al brano The Hunter Gets Captured by the Game per la versione francese e da Warm Leatherette per la versione canadese.

## Tracce
- Francia 7" single

A. "Pars " – 4:05
B. "The Hunter Gets Captured by the Game" – 3:50
- Canada 7" single

A. "Pars " – 4:05
B. "Warm Leatherette" – 4:25
- Canada Promo 7" single

A. "Pars " – 4:05
B. "Warm Leatherette" – 4:25